# Històries perilloses
 Històries perilloses  (Pulp) és una pel·lícula britànica dirigida per Mike Hodges, estrenada el 1972. Ha estat doblada al català. Aquesta pel·lícula és una paròdia de les novel·les negres anglòfones, comprenent nombroses picades d'ull a les obres d'autors com Dashiell Hammett o Raymond Chandler. La veu en off de Mickey King comentant l'acció, de manera sovint desplaçada, reforça les referències als clàssics de novel·les policíaques.

## Argument
Mickey King (Michael Caine) és un autor de novel·la policíaca viu a Roma separat de la seva família. Preston Gilbert (Mickey Rooney), actor especialitzat en papers de gàngster, li proposa servir de testaferro per escriure la seva biografia a canvi d'una gran suma de diners. King accepta sense estat d'ànim. Però com més avança en el seu treball, els cadàvers es multipliquen al voltant d'ell, el mateix Preston Gilbert arriba a ser assassinat. King decideix llavors portar la investigació, a la manera dels herois de les seves novel·les. Sospita del príncep Cippola (Victor Mercieca) de ser el comanditari de tots aquests crims, ja que Gilbert hauria estat testimoni de les seves maquinacions.

## Repartiment
- Michael Caine: Mickey King
- Mickey Rooney: Preston Gilbert
- Lizabeth Scott: Príncesa Betty Cippola
- Victor Mercieca: príncep Cippola
- Lionel Stander: Ben Dinuccio
- Nadia Cassini: Liz Adams
- Dennis Price: l'anglès misteriós
- Al Lettieri: Miller
- Leopoldo Trieste: Marcovic

## Premis
- Difosa al festival del film britànic de Dinard el 2004 en un homenatge a Mike Hodges